# Их-Цайдам
Административный комитет Их-Цайдам (кит. 大柴旦行政委员会 Дачайдань синчжэн вэйюаньхуэй) — административный комитет Хайси-Монгольско-Тибетского автономного округа провинции Цинхай (КНР).

## Административное деление
Административный комитет Их-Цайдам имеет в своём составе 2 посёлка:
- Посёлок Их-Цайдам (大柴旦镇)
- Посёлок Ситешань (锡铁山镇)